# Sk8aři
Sk8aři jsou australská filmová komedie z roku 2005. Hlavní role ztvárnili tři sk8aři Jay "Spazm" Wilkins (Sean Kennedy), Robert "Poker" Benardi (Richard Wilson) a Phong "Blue Flame" Trang (Ho Thi Lu).

## Děj
Tři skejťáci chtějí jet do města na závod sk8ařů, kde je šance, že by je mohl sponzorovat Tony Hawk, nejlepší světový skateboardista. Mezitím se odehrává vedlejší dějová linie, kde další dva chuligáni hledají Pokrova bratra, který jim dluží nějaké peníze, napadnou tak Pokera, kterému pomohou Spazm a Blue Flame. Nakonec se baví s Tony Hawkem a ten dá Spazmovi prkno.